# Gary Webb
Pour les articles homonymes, voir Webb.
Gary Webb, né le 31 août 1955 à Corona, en Californie, et mort le 10 décembre 2004 à Carmichael, en Californie, est un journaliste d'enquête américain, récipiendaire du prix Pulitzer en 1990 , connu pour avoir dénoncé en 1996 l'implication de la CIA dans un trafic de drogue.

## Biographie
Webb est surtout connu pour sa série d'articles nommés Dark Alliance, publiés à partir d'août 1996 dans le San Jose Mercury News et repris plus tard pour une publication en volume. Webb y décrit les résultats de son enquête sur le financement des contras au Nicaragua par des narcotrafiquants (Ricky Donnell Ross, Oscar Danilo Blandón (en)), qui auraient été couverts par la CIA : l'agence américaine aurait favorisé sciemment la distribution du crack dans les banlieues noires de Los Angeles et y aurait provoqué ce qui fut nommé une « épidémie de crack » par les médias.
Il évoque qu'une guerre des médias s'ensuit entre le Mercury News et le reste des médias (dont The New York Times, The Washington Post et le Los Angeles Times, tous sceptiques sur les accusations portées par Gary Webb,), affirmant qu'il s'agit d'affirmations sans fondement. En mai 1997, son rédacteur en chef Jerry Ceppos publie une tribune dans le journal qui critique la méthodologie de Webb. Le 13 décembre 1997, Gary Webb démissionne du Mercury News à la suite de sa relégation dans un poste subalterne de reporter sportif dans une agence locale du journal à Cupertino.
En 1998, l'inspecteur général de la CIA Frederick Hitz (en) publie un rapport en deux volumes qui soutient les affirmations de Webb, décrit l'implication des Contras dans le trafic de drogue et la façon dont l'organisation a été protégée pendant les administrations Reagan et Bush. Le rapport démontre que le lieutenant-colonel Oliver North et le Conseil de sécurité nationale étaient informés de ces activités.
En décembre 2004, Gary Webb est retrouvé à Sacramento avec deux balles dans la tête, l'enquête conclut au suicide,. Une note manuscrite de Webb a été trouvée sur le lieu du décès et sa femme a indiqué qu'il avait, entre autres, posté des courriers adressés à ses proches.
Michael Cuesta réalise en 2014 le film Secret d'État (Kill the Messenger), avec Jeremy Renner qui y incarne le journaliste Gary Webb.

## Publications
- (en) Gary Webb, Dark Alliance : The CIA, the Contras, and the Crack Cocaine Explosion, Seven Stories Press, 1998 (ISBN 1-888363-68-1) (hardcover, 1998) et  (ISBN 1-888363-93-2)(paperback, 1999)
- (en) Gary Webb, « (chap. 14) », dans Kristina Borjesson, Into the Buzzsaw: Leading Journalists Expose the Myth of a Free Press, Amherst, Prometheus Books, 2002 (ISBN 978-1-57392-972-1, LCCN 2002019181)
  - Traduction en français : Gary Webb, « (chap. 14) », dans Kristina Borjesson, Black List. Quinze grands journalistes américains brisent la loi du silence, Paris, Les Arènes, 2003 (ISBN 978-2-912485-51-9)